# Getúlio Vargas
Getúlio Dornelles Vargas (kiejt: [ʒeˈtulju doɾˈnɛliz ˈvaɾɡɐs]; 1882. április 19. – 1954. augusztus 24.), brazil ügyvéd, politikus, aki 1930 és 1945 között, majd 1951-től 1954-ig Brazília elnöke volt. A 20. század egyik legkiemelkedőbb brazil politikusa, aki társadalmi és gazdasági változásokat hozott, amelyek elősegítették az ország modernizálását, de politikáját populizmus és tekintélyuralom jellemezte. Bár sokan diktátornak minősítették, követői a „szegények atyjaként” tisztelték a nagyvállalkozások és a nagybirtokosok elleni harcáért.

## Élete
A Rio Grande do Sul állambeli São Borjában született egy befolyásos helyi családban. A katonai karriert fontolgatva 16 évesen csatlakozott a hadsereghez, de hamarosan úgy döntött, jogot tanul. 1908-ban, nem sokkal a Porto Alegre Jogi Egyetem elvégzése után politikai pályára lépett. 1922-re feltűnt az állampolitikában, és beválasztották a Nemzeti Kongresszusba, amelyben négy évig működött. Majd  1926-tól pénzügyminiszterként dolgozott Washington Luís elnök alatt, mielőtt Rio Grande do Sul kormányzója lett.
1930-ban állami kormányzói tisztségéből sikertelenül kampányolt a brazil elnöki posztért. Bár úgy tűnt, hogy elfogadta a vereséget, az év októberében ő vezette a fegyveres forradalmat. Az új alkotmány alapján elnökké választották. A következő 15 évben túlnyomórészt diktatórikus hatalmat gyakorolt, és az idő nagy részében kongresszus nélkül kormányzott. Estado Novo  (portugálul: „Új Állam”) néven nevezik 1937 és 1945 között az uralma alatt ezt a diktatórikus periódust, amelynek jellemzői a nacionalizmus, a tekintélyelvűség, a centralizmus, az antikommunizmus, a populizmus és a jóléti állam voltak.
1930 előtt a szövetségi kormány gyakorlatilag autonóm államok szövetsége volt, amelyet a vidéki földbirtokosok uraltak, és amelyet nagyrészt a mezőgazdasági exportból származó bevételek finanszíroztak. Vargas alatt ez a rendszer megsemmisült. Az adó szerkezetét módosították, oktatási reformokat vezettek be és a társadalombiztosítási törvényt hoztak.
1942-ben ő vezette Brazíliát a II. világháborúba a szövetségesek oldalán. 
1945. október 29-én államcsíny buktatta meg a háború utáni érzelmek hullámában. Ennek ellenére továbbra is megőrizte széles körű támogatását. Félig visszavonult, egészen 1950-ig, amikor is a Brazil Munkáspárt (Partido Trabalhista Brasileiro, PTB) sikeres elnökjelöltjévé vált. 1951. január 31-én lépett újra elnöki hivatalba. A növekvő politikai válság miatt azonban 1954-ben öngyilkos lett.